# Diócesis de Cumania
La diócesis de Cumania, de Milcovia o de Milkó (en latín: Dioecesis Milcoviensis) fue una circunscripción eclesiástica de la Iglesia católica en Rumania. Se trataba de una diócesis latina, sufragánea de la arquidiócesis de Estrigonia. Fue suprimida en 1541.

## Territorio y organización
La diócesis extendía su jurisdicción sobre los fieles católicos de rito latino residentes su mayor parte al oeste del río Siret en la región histórica de Moldavia, en un territorio situado a poca distancia de la frontera con Hungría.
La sede del obispo era la actual ciudad de Milcovul (en húngaro: Milkó).

## Historia
Las tierras incorporadas a la diócesis habían estado dominadas por los nómadas cumanos desde aproximadamente 1100. Las misiones católicas comenzaron después de que el rey Andrés II de Hungría otorgó Barcaság a los Caballeros Teutónicos en 1211. Después de que Andrés expulsó a los Caballeros del territorio en 1225, los frailes dominicos continuaron la misión cumana. , bautizó a Boricius, un influyente jefe cumano, dos años después.
Según algunas reconstrucciones, este obispado tenía jurisdicción hasta el río Dniéper, sobre el reino del líder cumano Bejbars (también llamado Barc o Boricius), quien se convirtió al cristianismo latino ya en 1227 y fue bautizado por Roberto, arzobispo de Estrigonia.
Roberto ordenó a un fraile dominico húngaro, Teodorico, como primer obispo de Cumania a principios de 1228. El papa Gregorio IX confirmó la consagración de Teodorico el 21 de marzo de ese año, y la diócesis estaba subordinada a la Santa Sede en 1229. La sede episcopal estaba en el río Milcov, pero se desconoce su ubicación exacta. La diócesis incluía Barcaság y las tierras al este de los montes Cárpatos. Los valacos (rumanos) que pertenecían a la Iglesia ortodoxa eran una parte importante de la población de la diócesis. No siguieron al obispo católico y persuadieron a muchos húngaros y sajones católicos de aceptar a sus obispos ortodoxos.
La diócesis fue destruida durante la invasión mongola de Europa en 1241, y los terratenientes vecinos se apoderaron de su propiedad. Un fraile franciscano fue ordenado a la sede en 1334, pero este y sus sucesores (que llevaban el título de obispo de Milkovia) no pudieron restaurar el obispado y sus propiedades.
En 1453 el obispo Gergely István fue revocado de su autoridad por trasladar la sede episcopal a Brașov.
La diócesis decayó a finales del siglo XV debido a la invasión de poblaciones no cristianas. Al obispo Pál de Ilsine, el último conocido, se le permitió ejercer su ministerio en Estrigonia.

## Episcopologio
- Teodorico † (antes de 1228-después de 1234)
  - Sede suprimida (circa 1241-?)
- Vito, O.F.M. ? † (mencionado en 1332)
- Tommaso de Nympti, O.E.S.A. ? † (29 de marzo de 1347-?)
- Bernard Nowina, O.P. † (antes de 1353-1357 nombrado obispo de Płock)
- Albertus de Usk, O.P. † (29 de mayo de 1364-? falleció)
- Miklós de Buda, O.E.S.A. † (3 de septiembre de 1371-? falleció)
- Imre Zechel † (22 de octubre de 1431-? falleció)
- Gergely István † (26 de mayo de 1433-? falleció)
- Mihály Turon † (13 de junio de 1468-? falleció)
- Pál de Ilsine † (17 de febrero de 1502-?)